# Massepain cuit
Ne doit pas être confondu avec Massepain.

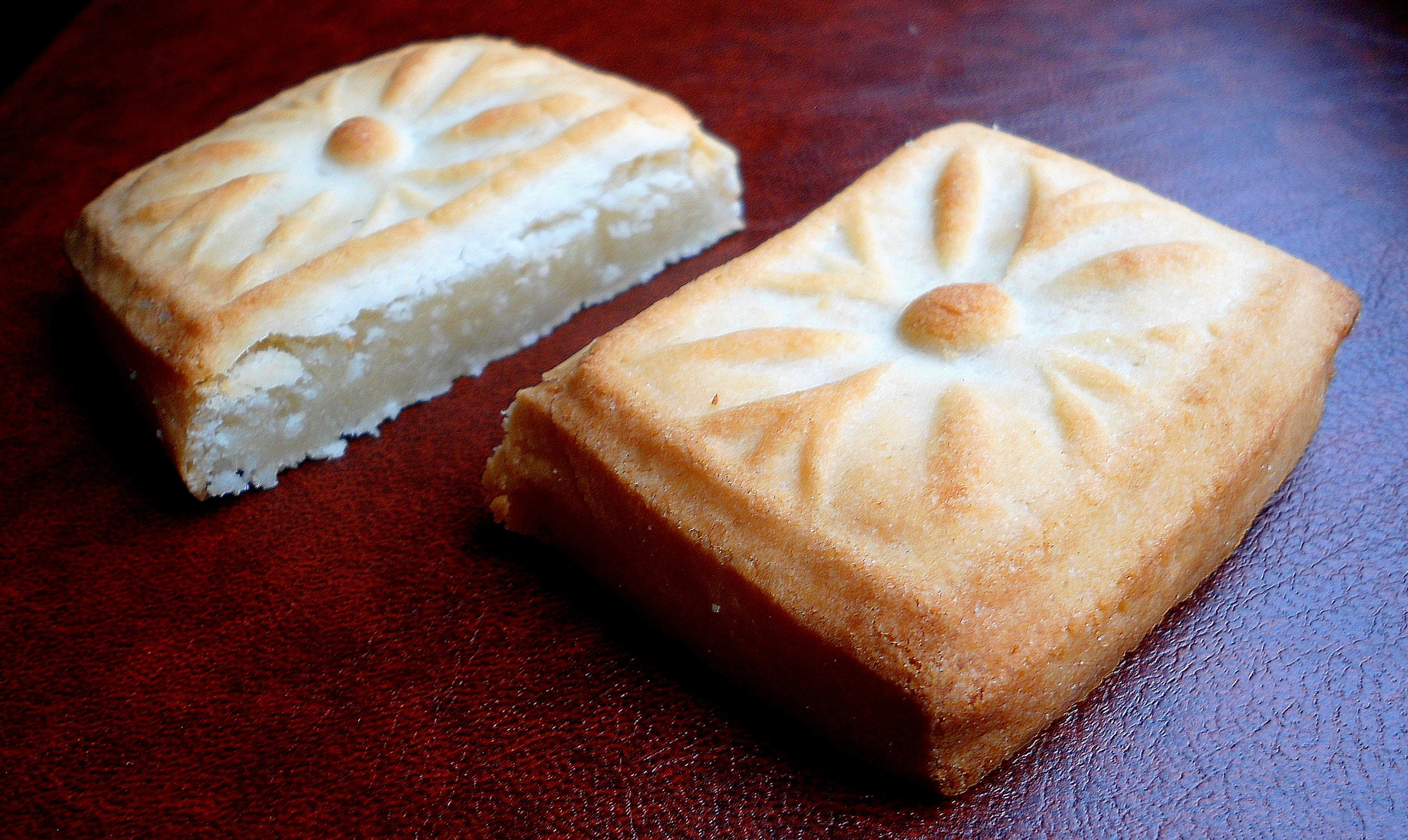
Massepain cuit

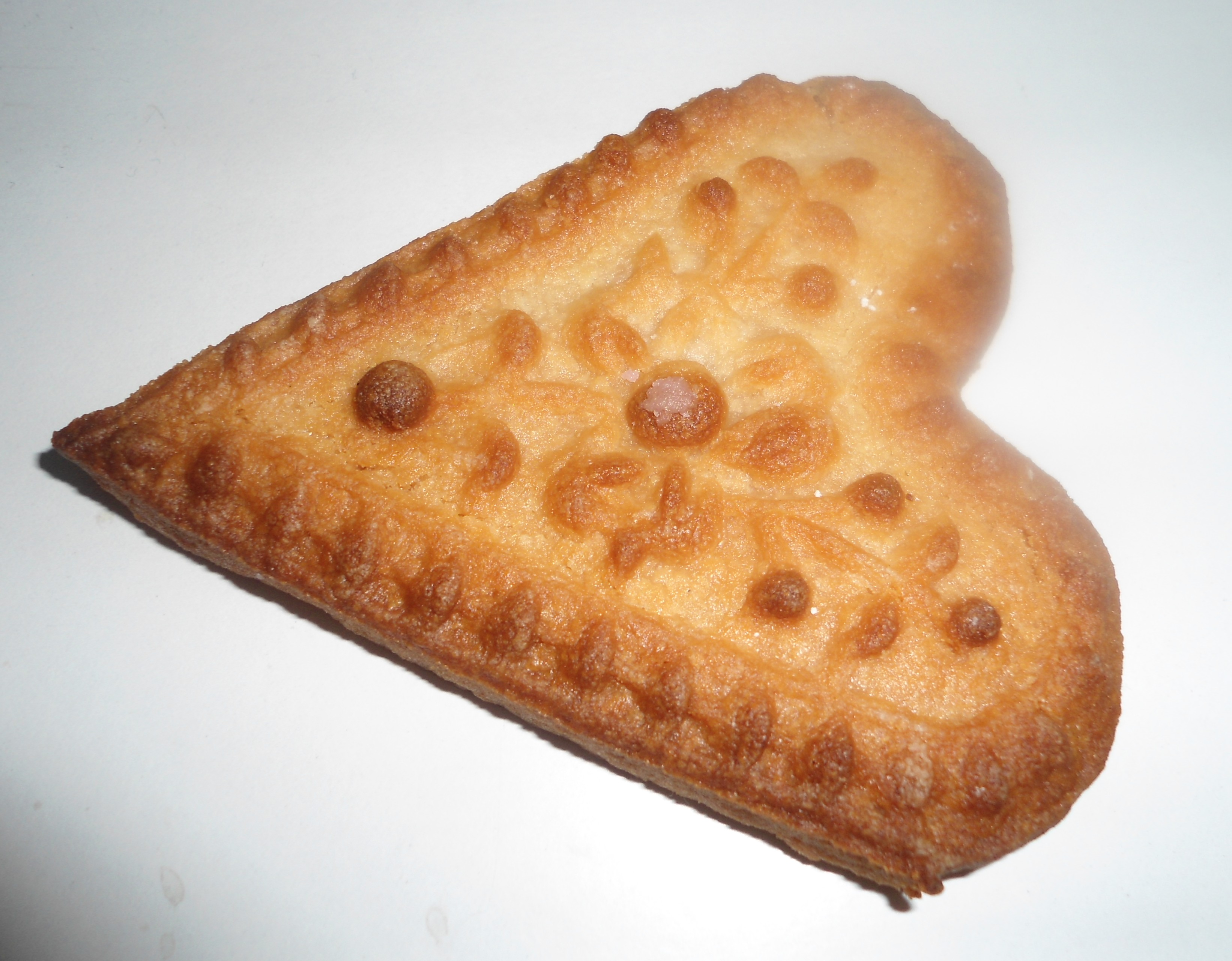
Cœur de massepain cuit

Le massepain cuit est un petit gâteau confectionné à base d'amandes mondées et finement moulues, mélangées à du blanc d'œuf et du sucre, moulé dans une forme et cuit à feu doux. 
Le massepain cuit est confectionné en Belgique et plus particulièrement dans la région de Liège.
Même s'il est dorénavant vendu toute l'année, le massepain cuit est principalement  consommé d'octobre à décembre et surtout à l'occasion des fêtes de la Saint-Nicolas et de Noël.

## Préparation
La pâte est la même que pour le massepain cru. Seule la quantité de sucre est deux fois moins importante. 
Les différentes phases de préparation sont :
- la cuisson à l'eau des amandes brutes
- l'émondage (épluchage) qui enlève mécaniquement la peau des amandes
- le lavage des amandes
- le mélange des amandes avec un poids égal de sucre glace
- le broyage pour obtenir un massepain homogène, très fin et lisse

Ces 5 premières phases peuvent être simplifiées par l'achat d'amandes en poudre
- l'incorporation des blancs d'œuf
- le moulage ou façonnage de la pâte bien reposée pour lui donner la forme et le relief voulus (cœurs, rectangles, grappes de raisin)
- la cuisson sur plaque (20 minutes à 150 °C) de façon que l'extérieur soit croquant et que l'intérieur reste plus moelleux.

## Autre massepain cuit
Il existe aussi une variété de massepain cuit à Saint-Léonard-de-Noblat en Haute-Vienne (Limousin). Le massepain de Saint-Léonard est une sorte de macaron, subtil mélange d'amandes pilées, de blancs d'œuf, de sucre et de farine fine.